# Craig David
Craig (Ashley) David énekes, előadó, dalszerző és producer, 1981. május 5-én született az angliai Southamptonban. Világszerte több 15 millió lemezt adott, ezek közül máig legismertebb korongja a 2000 augusztus 14-én megjelenő debütáló albuma a "Born To Do It". Legutóbbi nagylemeze a "22" 2022. szeptember 30-án jelent meg.

## Élete
Craig David Southamptonban született egy grenadai apuka és egy brit-zsidó anyuka gyerekeként. 2000-ben lett ismert Born To Do It albumával.
Kislemezek:
- "Rewind" (Artful Dodger feat. Craig David)(2000)
- "Woman Trouble" (Artful Dodger and Robbie Craig feat. Craig David)(200)
- "Fill Me In" (2000)
- "7 Days" (2000)
- "Walking Away" (2001)
- "Rendezvous"(2001)
- "What's Your Flava?"(2002)
- "Hidden Agenda"(2002)
- "Rise & Fall" (feat. Sting)(2002)
- "Spanish"(2003)
- "World Filled With Love"(2003)
- "You Don't Miss Your Water ('Til the Well Runs Dry)"(2004)
- "All the Way"(2005)
- "Don't Love You No More (I'm Sorry)"(2005)
- "Unbelievable"(2006)
- "This Is The Girl" (Kano feat. Craig David)(2007)
- "Hot Stuff (Let's Dance)"(2007)

## Albumok
- Born To Do It (2000)
- Slicker Than Your Average (2002)
- The Story Goes (2005)
- Trust Me (2007)
- Signed Sealed Delivered (2010)
- Following My Intuition (2016)
- The Time Is Now (2018)
- 22 (2022)